# Obrium gynandropsidis
Obrium gynandropsidis là một loài bọ cánh cứng trong họ Cerambycidae.